# Delareyville
Delareyville ist eine Stadt in der südafrikanischen Provinz Nordwest (North West). Sie ist Verwaltungssitz der Gemeinde Tswaing im Distrikt Ngaka Modiri Molema.

## Geographie
2011 hatte Delareyville 10.630 Einwohner in 3040 Haushalten. Die meisten Bewohner sprechen Setswana.

## Geschichte
Der Ort wurde 1914 gegründet und nach dem im selben Jahr gestorbenen Buren-Feldherrn Koos de la Rey benannt.

## Wirtschaft und Verkehr
Delareyville ist ein landwirtschaftliches Zentrum. Vor allem Mais, Erdnüsse und Sonnenblumen werden angebaut.
Delareyville liegt an der Fernstraße N14, die unter anderem Vryburg im Südwesten und Coligny im Nordosten verbindet. Die R377 führt westwärts Richtung Stella, die R507 verbindet Setlagole im Norden über Delareyville mit Ottosdal im Osten. Die R506 beginnt südlich von Delareyville und führt nach Schweizer-Reneke.
Delareyville hat einen Bahnhof an der Strecke Coligny–Schweizer-Reneke–Pudimoe, die im Güterverkehr bedient wird. Der Delareyville Airfield (ICAO-Code FADL) liegt östlich der Stadt und wird nicht im Linienverkehr angeflogen.